# (39282) 2001 BM36
2001 بي أم 36 (ويعرف أيضًا باسم (39282) 2001 بي أم 36 وفق تسمية الكوكب الصغير) (بالإنجليزية: 2001 BM36)‏ هو كويكب ضمن حزام الكويكبات؛ وترتيبه 39282 من حيث الاكتشاف.
اكتُشف هذا الجُرم الفلكي بواسطة بحث لنكولن عن الكويكبات القريبة من الأرض في 20 يناير 2001.

## وصلات خارجية
- (39282) 2001 BM36 في قاعدة بيانات مختبر الدفع النفاث لأجرام النظام الشمسي الصغيرة

- الاكتشاف · مخطط المدار ·  العناصر المدارية · المعلمات المادية

- (39282) 2001 BM36 على موقع ويكي سكاي: DSS2, SDSS, GALEX, IRAS, Hydrogen α, X-Ray, Astrophoto, Sky Map, Articles and images